# Candy Chen
Candy Chen (陳 斯亞 nacida el 3 de enero de 1993) (también conocida como Emily Zheng, Nina, Candy, 糖果, 伊凌 o 斯亞) es una bailarina, actriz, presentadora de televisión, cantante y modelo taiwanesa. Ella actualmente conduce, una serie de diferentes programas de televisión como espectáculos: Blackie's Teenage Club y Blackie Lollipop. Ella formó parte de un grupo musical femenino llamado Hey Girl entre el 2010 al 2011. De ascendencia holandesa, ella cambió su nombre por Chen Yi-Ling en el mes de julio del 2012, para seguir manteniendo su apellido de soltera de su madre. Su nombre en inglés es Nina Chen. Actualmente forma parte de una banda musical femenino llamado Twinko. Cambió su nombre por Chen Si Ya en noviembre del 2013. Su nombre en inglés se traduce a Candy Chen.

## En Blackie's Teenage Club

### Eliminatorias
- 2007-09-14：26th Elimination Match，1st Place.
- 2007-10-18：27th Elimination Match，1st Place.

### Otras presentaciones de espectáculos

#### 2007
- 09-25：Special Project - 100% Lovely Priestress(特別企劃 100%的可愛教主) (Winner)
- 11-02：Interrogation Room - Undiscovered Beauty(偵查庭 深藏不露的美眉)
- 12-25：Playact Class - How to be a sweety girl(表演課 學習做個甜心女孩 - Cyndi寶貝模仿大賽) (Winner)

#### 2008
- 03-11：Home Economics Class - Creative Cuisine Match(家政課 美眉創意料理大賽) (Winner)
- 07-10：Music Class - In Heart Love Song Prince(音樂課 唱到心坎裏的情歌王子) (Playact Winner)
- 07-11：Playact Class - Asian Dancing King(表演課 亞洲舞王) (Winner)
- 08-13: Beauty's Change(美眉們的蛻變) (2nd Place)

#### 2009
- 04-02：Queen is Coming - Jolin's Successor Decision Match(天后駕到 蔡依林接班人決定戰) (Final Winner)